# District de Châu Thành (Kiên Giang)
Châu Thành est un district de la province de Kiên Giang dans le delta du Mékong au sud du Viêt Nam. 

## Géographie
La superficie de Châu Thành est de 284 km2. 
Le chef-lieu du district est Minh Lương.